# Chaetovoria seriata
Chaetovoria seriata là một loài ruồi trong họ Tachinidae.